# Bulbophyllum thompsonii
Bulbophyllum thompsonii là một loài phong lan thuộc chi Bulbophyllum.